# Lijst van voetbalinterlands Moldavië - Roemenië
Deze lijst van voetbalinterlands is een overzicht van alle officiële voetbalwedstrijden tussen de nationale teams van Moldavië en Roemenië. De buurlanden speelden tot op heden vijf keer tegen elkaar. De eerste ontmoeting, een vriendschappelijke wedstrijd, werd gespeeld in Boekarest op 1 juni 1996. Het laatste duel, eveneens een vriendschappelijke wedstrijd, vond plaats op 20 november 2022 in Chisinau.

## Wedstrijden
| № | Plaats    | Datum            | Competitie        | Wedstrijd           | Uitslag |
| - | --------- | ---------------- | ----------------- | ------------------- | ------- |
| 1 | Boekarest | 1 juni 1996      | Vriendschappelijk | Roemenië – Moldavië | 3 – 1   |
| 2 | Ploiești  | 6 juni 1998      | Vriendschappelijk | Roemenië – Moldavië | 5 – 1   |
| 3 | Boekarest | 7 februari 2007  | Vriendschappelijk | Roemenië – Moldavië | 2 – 0   |
| 4 | Aksu      | 14 februari 2015 | Vriendschappelijk | Roemenië – Moldavië | 2 – 1   |
| 5 | Chisinau  | 20 november 2022 | Vriendschappelijk | Moldavië − Roemenië | 0 − 5   |

## Samenvatting
| Competitie        | Totaal gespeeld | Winst Moldavië | Gelijk | Winst Roemenië | Doelsaldo Moldavië – Roemenië |
| ----------------- | --------------- | -------------- | ------ | -------------- | ----------------------------- |
| Vriendschappelijk | 5               | 0              | 0      | 5              | 3 − 17                        |
| Totaal            | 5               | 0              | 0      | 5              | 3 − 17                        |

## Details

### Eerste ontmoeting
| Vriendschappelijk (Boekarest, Roemenië, 1 juni 1996): |              | |
| Roemenië | 3 – 1        | Moldavië |
| Dan Petrescu 28' Gheorghe Popescu 36' Gheorghe Popescu 40' | goals        | 77' Ion Testimețanu |
| Anghel Iordanescu | bondscoach   | Ion Caras |
| Bogdan Stelea 54' Dan Petrescu 66' Gheorghe Mihali Miodrag Belodedici 63' Tibor Selymes 63' Gheorghe Hagi 63' Ioan Lupescu 54' Gheorghe Popescu 66' Dorinel Munteanu 54' Marius Lăcătuș 54' Florin Răducioiu | opstellingen | 50' Denis Romanenco Sergiu Secou 72' Serghei Parhomenco Ion Testimiţanu 46' Sergiu Nani Serghei Belous Radu Rebeja 46' Alexander Curteanu Vladimir Gaidamaşciuc 46' Iurie Miterev Sergei Clescenco |
| Florin Prunea 54' Constantin Gâlca 54' Adrian Ilie 54' Viorel Moldovan 54' Daniel Prodan 63' Anton Dobos 63' Ovidiu Stînga 63' Iulian Filipescu 66' Ion Vladoiu 66'                                          | wissels      | 46' Oleg Şişchin 46' Vitali Culibaba 46' Alexandru Popovici 50' Vasile Coşelev 53' Serghei Chirilov 72' Vadim Gavriliuc                                                                            |

### Tweede ontmoeting
| Vriendschappelijk (Ploiești, Roemenië, 6 juni 1998):                                             |       |                  |
| Roemenië                                                                                         | 5 – 1 | Moldavië         |
| Gheorghe Popescu 33' Dan Petrescu 35' Ilie Dumitrescu 49' Viorel Moldovan 74' Radu Niculescu 83' | goals | 88' Ivan Tabanov |

### Derde ontmoeting
| Vriendschappelijk (Boekarest, Roemenië, 7 februari 2007): |       |          |
| Roemenië                                                  | 2 – 0 | Moldavië |
| Ionut Mazilu 74' Adrian Mutu 87'                          | goals |          |

### Vierde ontmoeting
| Vriendschappelijk (Aksu, Turkije, 14 februari 2015): |       |                 |
| Roemenië                                             | 2 – 1 | Moldavië        |
| Adrian Popa 21' Valentin Lazăr 86'                   | goals | 9' Cătălin Carp |

FMF · A-internationals · Bondscoaches · Moldavisch vrouwenelftal · Moldavië U21 · Moldavië U20 · Moldavië U19 · Moldavië U18 · Moldavië U17 · Moldavië U16
1990 – 1999 ·
2000 – 2009 ·
2010 – 2019 ·
2020 − 2029
1991 · 1992 · 1993 · 1994 · 1995 · 1996 · 1997 · 1998 · 1999 · 2000 · 2001 · 2002 · 2003 · 2004 · 2005 · 2006 · 2007 · 2008 · 2009 · 2010 · 2011 · 2012 · 2013 · 2014 · 2015 · 2016 · 2017 · 2018 · 2019 · 2020 · 2021 · 2022 · 2023 · 2024
Albanië ·
Andorra ·
Armenië ·
Azerbeidzjan ·
Bosnië en Herzegovina ·
Bulgarije ·
Canada ·
Cyprus ·
Denemarken · 
Duitsland ·
El Salvador · 
Engeland ·
Estland ·
Faeröer ·
Finland ·
Frankrijk ·
Georgië ·
Gibraltar ·
Griekenland ·
Hongarije ·
Ierland ·
IJsland ·
Indonesië ·
Israël ·
Italië ·
Ivoorkust ·
Jordanië ·
Kaaimaneilanden ·
Kameroen ·
Kazachstan ·
Kirgizië ·
Kosovo ·
Kroatië ·
Letland ·
Liechtenstein ·
Litouwen ·
Luxemburg ·
Malta ·
Montenegro ·
Nederland ·
Noord-Ierland ·
Noord-Macedonië ·
Noorwegen ·
Oeganda ·
Oekraïne ·
Oostenrijk ·
Polen ·
Portugal ·
Qatar ·
Roemenië ·
Rusland ·
San Marino ·
Saoedi-Arabië ·
Schotland ·
Servië ·
Slovenië ·
Slowakije ·
Tsjechië ·
Turkije ·
Venezuela ·
Verenigde Arabische Emiraten ·
Verenigde Staten ·
Wales ·
Wit-Rusland ·
Zuid-Korea ·
Zweden ·
Zwitserland
FRF · A-internationals · Selecties · Bondscoaches · Statistieken · Roemeens vrouwenelftal · Olympisch elftal · Roemenië U21 · Roemenië U20 · Roemenië U19 · Roemenië U18 · Roemenië U17 · Roemenië U16
1922 – 1929 · 
1930 – 1939 · 
1940 – 1949 · 
1950 – 1959 · 
1960 – 1969 · 
1970 – 1979 · 
1980 – 1989 · 
1990 – 1999 · 
2000 – 2009 · 
2010 – 2019 · 
2020 – 2029
EK's: 1984 · 
1996 · 
2000 · 
2008 · 
2016 · 
2024
WK's: 1930 · 
1934 · 
1938 · 
1970 · 
1990 · 
1994 · 
1998
OS: 1924 · 
1952 · 
1964 · 
2020
1922 · 
1923 · 
1924 · 
1925 · 
1926 · 
1927 · 
1928 · 
1929 · 
1930 · 
1931 · 
1932 · 
1933 · 
1934 · 
1935 · 
1936 · 
1937 · 
1938 · 
1939 · 
1940 · 
1941 · 
1942 · 
1943 · 
1944 · 
1945 · 
1946 · 
1947 · 
1948 · 
1949 · 
1950 · 
1952 · 
1952 · 
1953 · 
1954 · 
1955 · 
1956 · 
1957 · 
1958 · 
1959 · 
1960 · 
1961 · 
1962 · 
1963 · 
1964 · 
1965 · 
1966 · 
1967 · 
1968 · 
1969 · 
1970 · 
1971 · 
1972 · 
1973 · 
1974 · 
1975 · 
1976 · 
1977 · 
1978 · 
1979 · 
1980 · 
1981 · 
1982 · 
1983 · 
1984 · 
1985 · 
1986 · 
1987 · 
1988 · 
1989 · 
1990 · 
1991 · 
1992 · 
1993 · 
1994 · 
1995 · 
1996 · 
1997 · 
1998 · 
1999 · 
2000 · 
2001 · 
2002 · 
2003 · 
2004 · 
2005 · 
2006 · 
2007 · 
2008 · 
2009 · 
2010 · 
2011 · 
2012 · 
2013 · 
2014 · 
2015 ·
2016 ·
2017 ·
2018 ·
2019 ·
2020 ·
2021 ·
2022 ·
2023
Albanië ·
Algerije ·
Andorra ·
Argentinië ·
Armenië ·
Australië ·
Azerbeidzjan ·
België ·
Bolivia ·
Bosnië en Herzegovina ·
Brazilië ·
Bulgarije ·
Chili ·
China ·
Colombia ·
Congo-Kinshasa ·
Cuba ·
Cyprus ·
DDR ·
Denemarken ·
Duitsland ·
Ecuador ·
Egypte ·
Engeland ·
Estland ·
Faeröer ·
Finland ·
Frankrijk ·
Georgië ·
Griekenland ·
Honduras ·
Hongarije ·
Ierland ·
IJsland ·
Irak ·
Iran ·
Israël ·
Italië ·
Ivoorkust ·
Japan ·
Joegoslavië ·
Kameroen ·
Kazachstan · 
Kosovo · 
Kroatië ·
Letland ·
Liechtenstein ·
Litouwen ·
Luxemburg ·
Malta ·
Marokko ·
Mexico ·
Moldavië ·
Montenegro ·
Nederland ·
Nigeria ·
Noord-Ierland ·
Noord-Macedonië ·
Noorwegen ·
Oekraïne ·
Oostenrijk ·
Paraguay ·
Peru ·
Polen ·
Portugal ·
Rusland ·
San Marino ·
Schotland ·
Servië ·
Slovenië ·
Slowakije ·
Sovjet-Unie ·
Spanje ·
Trinidad en Tobago ·
Tsjechië ·
Tsjecho-Slowakije ·
Tunesië ·
Turkije ·
Turkmenistan ·
Uruguay ·
Verenigde Arabische Emiraten ·
Verenigde Staten ·
Wales ·
Wit-Rusland ·
Zuid-Korea ·
Zweden ·
Zwitserland
Albanië (2016) · 
Frankrijk (2008) · 
Frankrijk (2016) · 
Italië (2008) · 
Nederland (2008) · 
Zwitserland (2016)